# Van der Straten (Nederlands adelsgeslacht)

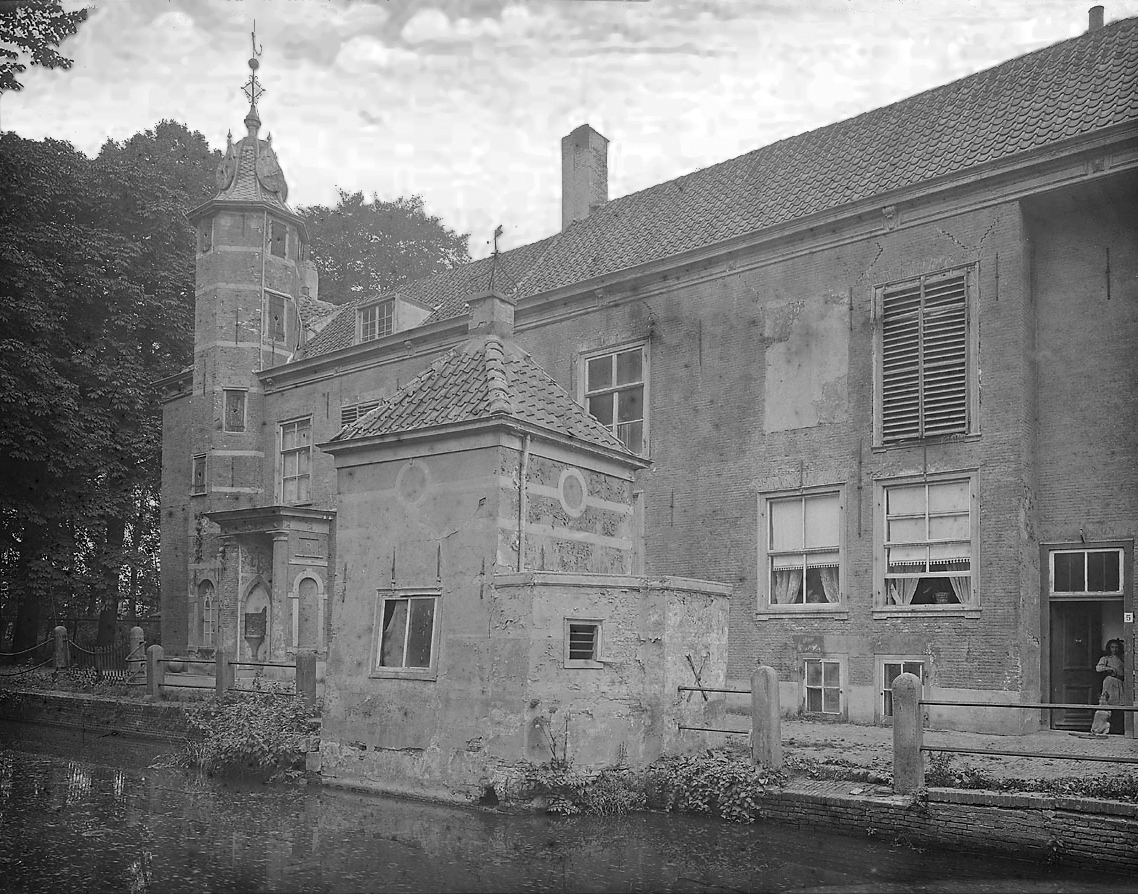
Zuidwestzijde van Huis te Hoorn in 1915; in 1844 werd een verdieping op het huis gebouwd

Van der Straten is een familie afkomstig uit 's-Gravenhage waarvan leden sinds 1818 tot de Nederlandse adel behoren en die in 1864 uitstierf.

## Geschiedenis
De stamreeks begint met Adriaan Huijghen van der Straten (Verstraten), een vleeshouwer die hoofdman en deken van het Vleeshouwersgilde was te 's-Gravenhage en tussen 1653 en 1655 overleed. Een nazaat werd bij Koninklijk Besluit van 9 februari 1818 verheven in de Nederlandse adel; met diens zoon stierf het geslacht in 1864 uit.

## Enkele telgen
Mr. Campegius Cornelis van der Straten (1762-1821), raad en schepen van Delft; trouwde in 1788 met Margaretha Kraeyvanger (1771-1829) die op huis te Hoorn overleed
- Jhr. mr. Adrianus van der Straten (1789-1857), advocaat, overleed op huis te Hoorn; trouwde in 1810 met Cornelia Martha Leydekker de Bruyn, vrouwe van de Hill (1789-1860)
  - Jhr. mr. Campegius Cornelis Anthony Johannes van der Straten (1811-1864), rechter, overleed op huis te Hoorn
  - Jhr. Carel van der Straten (1822-1842), student te Leiden, overleed op huis te Hoorn